# Аматитлан (озеро)
Аматитла́н (исп. Lago de Amatitlán) — пресноводное озеро в Гватемале, четвёртое по величине в этой стране.

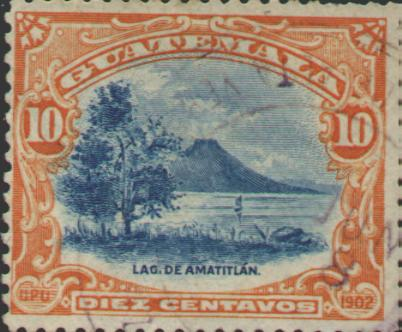
Марка Гватемалы с озером Аматитлан и вулканом Пакайя

Озеро лежит в 26 километрах от столицы страны — города Гватемала на высоте 1188 метров над уровнем моря. Площадь — 15,2 км². Объём воды — 0,286 км³. Наибольшая глубина достигает 33 метров, средняя же глубина по озеру — 18 метров. На берегу озера находится один из самых активных вулканов Центральной Америки — Пакайя.